# Alekszandr Petrovics Gvardisz
Alekszandr Petrovics Gvardisz, oroszul: Александр Петрович Гвардис (Kalinyingrád, 1965. március 2. –) orosz nemzetközi labdarúgó-játékvezető.

## Pályafutása

### Nemzeti játékvezetés
Játékvezetésből 1994-ben Kalinyingrádban vizsgázott. Vizsgáját követően a Kalinyingrádi Labdarúgó-szövetség által üzemeltetett labdarúgó bajnokságokban kezdte sportszolgálatát. Az Orosz Labdarúgó-szövetség Játékvezető Bizottságának (JB) minősítésével 2000-ben lett az Premjer-Liga játékvezetője. Küldési gyakorlat szerint rendszeres 4. bírói szolgálatot is végzett. A nemzeti játékvezetéstől 2010-ben visszavonult. Premjer-Liga mérkőzéseinek száma: 135.

#### Nemzeti kupamérkőzések
Vezetett kupaöntők száma: 1.

##### Orosz labdarúgó-szuperkupa
| Időpont          | Helyszín                   | Mérkőzés típusa | Mérkőzés                              | Eredmény | Nézők száma |
| ---------------- | -------------------------- | --------------- | ------------------------------------- | -------- | ----------- |
| 2007. március 3. | Luzsnyiki Stadion, Moszkva | döntő           | PFK CSZKA Moszkva–FK Szpartak Moszkva | 4 – 2    | 45 000      |

### Nemzetközi játékvezetés
Az Orosz labdarúgó-szövetség JB terjesztette fel nemzetközi játékvezetőnek, a Nemzetközi Labdarúgó-szövetség (FIFA) 2003-tól tartotta nyilván bírói keretében. Az UEFA JB besorolása szerint 3- kategóriás játékvezető. Több nemzetek közötti válogatott, valamint UEFA-kupa és UEFA-bajnokok ligája klubmérkőzést vezetett, vagy működő társának 4. bíróként segített. Az orosz nemzetközi játékvezetők rangsorában, a világbajnokság-Európa-bajnokság sorrendjében többedmagával a 26. helyet foglalja el 1 találkozó szolgálatával. A  nemzetközi játékvezetéstől 2010-ben búcsúzott. Válogatott mérkőzéseinek száma: 2.

#### Labdarúgó-világbajnokság
A 2010-es labdarúgó-világbajnokságon a FIFA JB játékvezetőként alkalmazta. Selejtező mérkőzést az UEFA zónában vezetett.
| Időpont           | Helyszín                    | Mérkőzés típusa           | Mérkőzés       | Eredmény | Nézők száma |
| ----------------- | --------------------------- | ------------------------- | -------------- | -------- | ----------- |
| 2009. október 14. | CeahlăulStadion, Karácsonkő | előselejtező (7. csoport) | Románia–Feröer | 3 – 1    | 13 000      |

## Sportvezetőként
Az FK Baltika Kalinyingrád ügyvezető igazgatója.